# ヴィタリー・ブヤノフスキー
ヴィタリー・ミハイロヴィチ・ブヤノフスキー（ロシア語: Виталий Михайлович Буяновский, ラテン文字転写例: Vitaly Mikhailovich Buyanovsky, 1928年8月27日 - 1993年5月5日）は、旧ソ連のホルン奏者。
レニングラードの出身。リムスキー＝コルサコフ音楽学校を経てレニングラード音楽院に進学し、同音楽院でホルンを講じていた父親の許でホルンを学んだ。音楽院在学中の1946年からキーロフ劇場のオーケストラでホルン奏者を務め、1956年にレニングラード・フィルハーモニー交響楽団に転出した。
1961年から母校のレニングラード音楽院でホルンを教え、1971年には同音楽院の教授に昇格。
サンクトペテルブルクにて没。